# هوبنغ مابي
هوبنغ مابي (بالإنجليزية: Hopping Mappy)‏ ، هي لعبة فيديو إلكترونية من نوع مغامرات، أنتجت شركة نامكو اليابانية سنة 1986م.

## وصلات خارجية
- هوبنغ مابي على موقع القائمة القاتلة لألعاب الفيديو
- هوبنغ مابي at the Arcade History database